# Susana Raffalli
Susana Raffalli (nascida em 1950, na Venezuela) é uma nutricionista e ativista venezuelana. Ela recebeu vários prêmios, incluindo o prêmio 100 Mulheres (BBC) em 2020 por seu trabalho no alívio da fome na Venezuela e, em particular, durante a pandemia de COVID-19.

## Biografia
Susana Raffalli estudou na Universidade Central da Venezuela e completou seu mestrado na Guatemala, com financiamento fornecido pelo jornal El Universal, de Caracas, capital venezuelana.
Ela recebeu uma oferta de emprego na UNICEF por Aaron Lechtig. Seu assistente estava saindo, então Raffali se tornou o substituto. Ela morava em Bogotá (capital da Colômbia), onde eles cuidaram dos Assuntos de Nutrição na América Latina para o UNICEF. Durante esse período, ela aprendeu sobre nutrição de emergência quando o furacão Mitch devastou a Guatemala, Honduras, a Nicarágua, El Salvador e a Península de Yucatán, em 1998.
Foi quando ela fez a pesquisa e criou uma ferramenta que revelava os detalhes por trás da crise humanitária na Venezuela, por sugestão de Janeth Márquez, da Cáritas Venezuela. O Sistema de Monitoramento, Alerta e Atenção Nutricional e Sanitária (SAMAN) é uma das poucas fontes de inteligência sobre a emergência. Em um trabalho publicado pelo Programa Alimentar Mundial, ela apresentou seus dados, que mostraram que aproximadamente uma em cada três pessoas que vivem na Venezuela está passando fome. Em 2015, a Cáritas começou a tentar trazer alimentos para a Venezuela para evitar a fome generalizada; e ainda estava tentando em 2019. Susana Raffalli enfatiza que a escassez de alimentos é ruim para os homens, mas para as mulheres o último recurso é o próprio corpo para manter suas famílias alimentadas.
Durante a pandemia de coronavírus de 2020, ela ajudou a manter o abastecimento de alimentos para muitos, incluindo pessoas com HIV, jovens na prisão e pessoas com baixa renda. Ela se pronunciou em novembro de 2020, quando a instituição de caridade Feed the Solidarity foi invadida pelas autoridades venezuelanas. A instituição de caridade que alimenta os pobres foi acusada de redirecionar dinheiro estrangeiro para grupos subversivos, embora nenhuma evidência tenha sido apresentada.

## Prêmios
Em 2017, Susana Raffalli recebeu o Prêmio Nacional de Direitos Humanos da Coordenadora de Direitos Humanos da sociedade civil venezuelana e foi reconhecida como uma das 10 mulheres cujo trabalho se destacou em nível nacional pelo portal de comunicação EfectoCocuyo. Em 2018, Raffalli recebeu o Prêmio Franco-Alemão de Direitos Humanos por seu trabalho humanitário. Em 2019, ela foi premiada por seu serviço público com o Woodrow Wilson Awards. Em 2020, ela foi nomeada pela BBC como uma das 100 mulheres mais inspiradoras do mundo.